# 府中宿 (水戸街道)

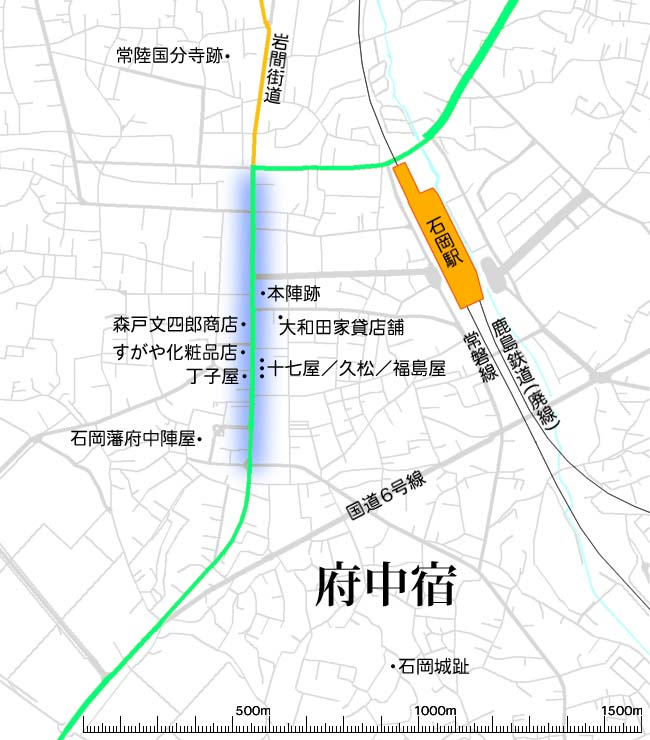
石岡府中宿の現代地図に旧水戸街道の道筋を重ねた地図。

府中宿（ふちゅうしゅく）は、水戸街道千住宿から14番目の宿場町。現在の茨城県石岡市国府・府中にあたる。
宿場町は、南北に1キロ弱の範囲で広がっていた。宿場町の北端には岩間街道との追分がある。府中宿は、常陸府中藩（石岡藩）の城下町でもあり、水戸街道は府中陣屋の東側を通っていた。
石岡市街はたびたび大火に見舞われており、街道筋には江戸時代の建築物はほとんど残っていない。しかしながら、1929年(昭和4年)の石岡大火のあとの復興で建てられた看板建築などが並んでおり、独特の都市景観を形成している。

## 周辺
- 丁子屋 - 染物屋。石岡に残る数少ない江戸時代の建築物。江戸時代末期に建てられたものとされる。登録有形文化財。
- 福島屋砂糖店 - 1931年の見世蔵。外壁には漆喰ではなくコンクリートが使われている珍しいもの。街角軌道も残されている。登録有形文化財。
- 久松商店 - 1930年に建てられた。銅板貼りの看板建築で、戦時中に銅板は供出されたが、近年復元された。登録有形文化財。
- 十七屋履物店 - 左官仕上げの看板建築。登録有形文化財。
- すがや化粧品店 - 左官仕上げの看板建築。登録有形文化財。
- 森戸文四郎商店 - 1930年に建てられた左官仕上げの看板建築。登録有形文化財。
- 平松理容 - 左官仕上げの看板建築。登録有形文化財。
- 大和田家貸店舗 - 4軒並びの長屋型看板建築。外装は丸柱やアーチ型の窓飾りなどをあしらった重厚な左官仕上げ。登録有形文化財。
- 常陸国分寺 - 常陸国の国分寺。国の特別史跡。岩間街道沿いにある。

## 隣の宿
稲吉宿 - 府中宿 - 竹原宿
- 稲吉宿 - 府中宿は一里三十町（約7キロ）。
- 府中宿 - 竹原宿は一里九町（約5キロ）。